# Caroline Bachmann
Pour les articles homonymes, voir Bachmann.
Caroline Bachmann née en 1963 à Lausanne, est une peintre figurative suisse. Elle vit entre Cully et Berlin.

## Biographie
Elle est diplômée de la Haute école d’art et de design de Genève en 1988. Elle vit à Barcelone, puis à Rome. En 2003, elle s'installe à Cully, en Suisse. En 2007, elle définit avec Peter Roesch, le programme de peinture et de dessin à la Haute école d’art et de design (HEAD) de Genève. Elle travaille avec Stefan Banz à partir de copie d’œuvres. Ils s'intéressent à l'œuvre de Marcel Duchamp, Etant donnés : 1° la chute d’eau, 2° le gaz d’éclairage. Ils découvrent que la chute d'eau à laquelle Marcel Duchamp fait allusion se trouve tout près de leur atelier. Ils organisent un symposium sur Duchamp avec le Philadelphia Museum of Art, propriétaire de l’œuvre. En 2009, les deux artistes fondent la Kunsthalle Marcel Duchamp (KMD). La KMD est un lieu d'exposition et de recherche avec vue sur le lac. 
Depuis 2013, Caroline Bachmann commence un travail plus personnel. Elle explore les genres de l’histoire de l’art : portrait, nature morte, paysage, peinture historique. Elle découvre le travail de Louis Eilshemius, un peintre américain, contemporain de Duchamp. Depuis, elle pratique la peinture à l'huile et se consacre à la peinture figurative onirique : portraits de femmes artistes, vues du lac. Les portraits sont des petits formats, accrochés sur une même ligne dans un geste offusqué du peu de place qu'ont les artistes femmes dans l'histoire de l'art.

## Expositions
- Un lac inconnu, Fondation Bally, Lugano, 2023[6]
- Le matin, Credac, Ivry, 2023[7]

## Prix et distinctions
- Prix Meret-Oppenheim, Office fédéral de la culture,  2022[1]